# William Compton (5e marquis de Northampton)
William George Spencer Scott Compton, 5e marquis de Northampton (23 avril 1851 – 15 juin 1913), connu par courtoisie Lord William Compton de 1877 à 1887 et comte Compton de 1887 à 1897, est un pair britannique et un homme politique libéral.

## Jeunesse
Il est né à Castle Ashby, Northamptonshire, le deuxième fils de l'amiral William Compton, 4e marquis de Northampton et de son épouse Eliza Elliot.
Ses grands-parents paternels sont Spencer Compton, 2e marquis de Northampton et Margaret Douglas-Maclean-Clephane. Ses grands-parents maternels sont George Elliot (en) (deuxième fils de Gilbert Elliot-Murray-Kynynmound, 1er comte de Minto) et Eliza Cecilia Ness (plus jeune fille de James Ness d'Osgodby) .
Il fait ses études au collège d'Eton puis au Trinity College de Cambridge, où il est nommé B.A. Suite la mort de son frère aîné en 1887 il porte le titre de courtoisie comte Compton.

## Carrière diplomatique et politique
Il sert dans le service diplomatique en tant que deuxième secrétaire des ambassades britanniques à Paris, Rome et Saint-Pétersbourg. Il est ensuite secrétaire privé du Lord lieutenant d'Irlande, Francis Cowper, 7e comte Cowper, entre 1880 et 1882, et est élu à la Chambre des communes pour Stratford-on-Avon en décembre 1885. Il occupe ce siège jusqu'en juillet de l'année suivante, puis celui de Barnsley de 1889 à 1897. Après avoir succédé ensuite à son père au marquisat, il entre à la Chambre des lords.
Northampton, qui est un grand propriétaire foncier à Clerkenwell et au nord de Londres, est élu membre fondateur du Conseil du comté de Londres pour Finsbury en 1889, puis est conseiller municipal du comté de 1892 à 1895. Il est aussi nommé juge de paix aux comtés du Warwickshire et du Northamptonshire.
Il est président de la British and Foreign Bible Society en 1902, et comme il s'agit d'une année de couronnement, il présente la Bible du couronnement au roi Édouard VII. À partir de 1908, il est colonel honoraire de la « London Heavy Brigade » de la Royal Garrison Artillery .
Il est plus tard envoyé spécial auprès des tribunaux étrangers pour annoncer l'accession au trône du roi George V en 1910 et est Lord-lieutenant du Warwickshire de 1912 à 1913. Il est fait chevalier de la Jarretière en 1908 et est également chevalier de grâce dans l'ordre de Saint-Jean de Jérusalem.

## Vie privée
Lord William Compton épouse, en 1884, Mary Florence Baring, fille et héritière de William Baring, 2e baron Ashburton, et sa femme, Louisa la baronne Ashburton. Ils ont trois enfants, dont :
- William Compton, 6e marquis de Northampton (1885–1978), qui épouse Emma Margery Thynne, deuxième fille de Thomas Thynne, 5e marquis de Bath en 1921. Ils divorcent en 1942 et il épouse Virginia Lucie Heaton, troisième fille de David Rimington Heaton en 1942. Ils divorcent en 1958 et il se remarie à Elspeth Grace Roper-Curzon (ancienne épouse de Christopher Roper-Curzon, 19e baron Teynham), fille aînée de William Ingham Whitaker de Pylewell Park, en 1958[2].
- Lady Margaret Louisa Lizzie Compton (1886–1970), qui épouse Edward Loch, 2e baron Loch, en 1905
- Spencer Douglas Compton (1893–1915), mort au combat.

La marquise est décédée au Castle Ashby le 1er juin 1902, à l'âge de 41 ans, suite d'une longue maladie de paralysie progressive. Le marquis de Northampton lui survit onze ans et meurt subitement à Acqui, Piémont, Italie, en juin 1913, à l'âge de 62 ans. Enterré au Château Ashby, son fils aîné lui succéda aux titres.